# Wälder am Stocksee
Wälder am Stocksee este o arie protejată (arie specială de conservare — SAC, sit de importanță comunitară — SCI) din Germania întinsă pe o suprafață de 109 ha, integral pe uscat.

## Localizare
Centrul sitului Wälder am Stocksee este situat la coordonatele 54°04′23″N 10°20′47″E / 54.0731°N 10.3464°E.

## Înființare
Situl Wälder am Stocksee a fost declarat sit de importanță comunitară în septembrie 2004 pentru a proteja un număr necunoscut de specii din flora spontană și fauna sălbatică aflate în arealul zonei. Situl a fost protejat și ca arie specială de conservare în ianuarie 2010.

## Biodiversitate
Situată în ecoregiunea continentală, aria protejată conține 3 habitate naturale: Păduri de fag Luzulo-Fagetum, Păduri de fag Asperulo-Fagetum, Mlaștini împădurite.
La baza desemnării sitului se află un număr nedeclarat de specii protejate.